# Пондеромоторна сила
Пондеромоторна сила — сила, що діє на фізичне тіло, зокрема на діелектрик, в електричному полі. Причиною виникнення пондеромоторних сил є поляризація, тобто утворення в тілі, і особливо на його поверхні, наведених електричних зарядів. Прикладом системи, в якій виникають пондеромоторні сили є конденсатор. Діелектрик між обкладками конденсатора поляризується, і між поверхневими зарядами виникає притягання, що призводить до його деформації. Сили пружності, які виникають при цьому, компенсують пондеромоторні сили, встановлюючи рівновагу. 
Пондеромоторні сили, на відміну від електростатичних сил, що безпосередньо діють на заряди, пропорційні квадрату напруженості поля. Для конденсатора, заповненого рідким діелектриком з діелектричною проникністю {\displaystyle \varepsilon } пондеромоторна сила на одиницю поверхні дорівнює
{\displaystyle f=-{\frac {\varepsilon E^{2}}{8\pi }}},
де E — напруженість електричного поля. 

## В неоднорідному полі електромагнітної хвилі
На заряджену частинку в неоднорідному полі електромагнітної хвилі, діє сила 
{\displaystyle \mathbf {F} _{\text{p}}=-{\frac {e^{2}}{4m\omega ^{2}}}\nabla \mathbf {E} _{0}^{2}},
де m - маса частинки, e - елементарний електричний заряд, {\displaystyle \omega } - циклічна частота, {\displaystyle E_{0}} - амплітуда хвилі. Такі сили виникають в лазерних пучках із неоднорідним профілем. Причина їхньої появи в тому, що, коливаючись в неоднорідному полі, частинка не повертається в ту ж точку за період коливання. Ця сила використовується в іонних пастках.

## Виноски
1. ↑  Формули на цій сторінці записані в системі СГС (СГСГ). Для перетворення в Міжнародну систему величин (ISQ) дивись Правила переводу формул із системи СГС в систему ISQ.